# Brian Finley
Brian Finley (* 13. Juli 1981 in Sault Ste. Marie, Ontario) ist ehemaliger kanadischer Eishockeytorwart, der während seiner Karriere für die Nashville Predators und die Boston Bruins in der National Hockey League spielte.

## Spielerkarriere
Der 1,91 m große Goalie begann seine Karriere bei den Barrie Colts in der kanadischen Juniorenliga Ontario Hockey League, bevor er beim NHL Entry Draft 1999 als Sechster in der ersten Runde von den Nashville Predators ausgewählt (gedraftet) wurde.
Nachdem er seine Saison zuvor mit den Colts das Finale des Memorial Cup erreicht hatte, dort aber mit 3:6 gegen die Rimouski Oceanic verlor, verbrachte der Rechtsfänger seine letzte Juniorsaison bei den Brampton Battalion. Zur Saison 2002/03 stieß Finley zu den Milwaukee Admirals, dem AHL-Farmteam der Predators. Für das NHL-Team kam er am 1. Januar 2003 zu seinem ersten Einsatz in der höchsten nordamerikanischen Profiliga, im ersten Drittel der Partie gegen die Colorado Avalanche wurde er für Stammkeeper Tomáš Vokoun eingewechselt.
Zur Saison 2006/07 wechselte der Kanadier zum Ligakonkurrenten aus Boston, wo er sowohl im NHL-Kader als auch beim Farmteam Providence Bruins in der AHL zum Einsatz kam. Aufgrund einer bereits 2001 zugezogenen Verletzung musste der Kanadier seine Karriere jedoch bereits nach dieser Spielzeit vorzeitig beenden.

### International
Bei der U20-Weltmeisterschaft 1999 stand Finley im Kader des Team Canada, das im heimischen Winnipeg die Silbermedaille gewann. Im Folgejahr wurde die Bronzemedaille errungen.

## Erfolge und Auszeichnungen
| - 1996 NOHL U15 Top Goaltender - 1997 NOHL U15 Top Goaltender - 1998 OHL First All-Rookie Team - 1998 CHL All-Rookie Team - 1999 Teilnahme am CHL Top Prospects Game - 1999 OHL Goaltender of the Year | - 1999 OHL First All-Star Team - 1999 CHL Second All-Star Team - 2000 Wayne Gretzky 99 Award - 2000 J.-Ross-Robertson-Cup-Gewinn mit den Barrie Colts - 2004 Calder-Cup-Gewinn mit den Milwaukee Admirals |

### International
- 1999 Silbermedaille bei der U20-Junioren-Weltmeisterschaft
- 2000 Bronzemedaille bei der U20-Junioren-Weltmeisterschaft

## NHL-Statistik
| 2002/03 | Nashville Predators | Nashville Predators | 1 | 47 | 3 | 0 | 3.86 | .769 | – | – | – | – | – | – |
| 2005/06 | Nashville Predators | Nashville Predators | 1 | 60 | 7 | 0 | 7.00 | .829 | – | – | – | – | – | – |
| 2006/07 | Boston Bruins       | Boston Bruins       | 2 | 59 | 3 | 0 | 3.05 | .909 | – | – | – | – | – | – |

(Legende zur Torhüterstatistik: GP oder Sp = Spiele insgesamt; W oder S = Siege; L oder N = Niederlagen; T oder U oder OT = Unentschieden oder Overtime- bzw. Shootout-Niederlage; Min. = Minuten; SOG oder SaT = Schüsse aufs Tor; GA oder GT = Gegentore; SO = Shutouts; GAA oder GTS = Gegentorschnitt; Sv% oder SVS% = Fangquote; EN = Empty Net Goal; 1 Play-downs/Relegation; Kursiv: Statistik nicht vollständig)